# ホワイトゴールド
ホワイトゴールド (英語: white gold、白色金) と
は、主に宝飾品として利用される、金を主体とする白い合金である。宝飾品の分野では、頭文字をとってWGという略号が用いられる場合がある。金属体に刻まれる表記は（18金のもので）K18WG、もしくはK18のように省略される場合がある。
白金（プラチナ）とは異なる。ホワイトゴールドは白金（プラチナ）より安価である。
割り金（または漂白材）とするのはニッケルまたはパラジウム。ニッケルを使用するものはハードホワイトゴールド、パラジウムを使用するものはソフトホワイトゴールドと特に呼ばれることがある。前者は鮮明な白色だが硬くて加工が難しく、後者は白さは劣るが柔らかいという特徴がある。

## 成分
装飾品としての利用が多く、一般には18金ホワイトゴールド (K18WG) と14金ホワイトゴールド (K14WG) が使われる。尚、貴金属合金の混合比は重量比を千分率（‰：パーミル）で表す。
- 18金ホワイトゴールド - 金750‰、残り250‰はニッケル系（他に銅、亜鉛など）またはパラジウム系（他に銀、銅など）の合金。
- 14金ホワイトゴールド - 金585‰、残り415‰はニッケル系（他に銅、亜鉛など）またはパラジウム系（他に銀、銅など）の合金。（注：14金は585‰に相当し、JISや造幣局品位検定は、585を最低値としている。）

体積について混合比を見る場合、18金ホワイトゴールドの場合でも、金の体積は全体の5割程度である。これは、混合された金属に比べて金の密度が大きいためである。
ニッケルが金属アレルギーの原因となるため、ヨーロッパ連合ではニッケル指令によって、合金からのニッケルの溶出量が一定以下に規制されている。日本国内では特にニッケル含有貴金属についての規制はないが、ヨーロッパから輸入されるホワイトゴールドジュエリーはこのヨーロッパ指令をクリアしたもので、成分分析検査によれば、ほぼ5〜7パーセントの含有率である。

## 色相
ホワイトゴールドはニッケル系、パラジウム系とも完全に白色ではない。特に、漂白材の含有率が低い場合や、ニッケルがアレルギー問題で忌避され、パラジウムは相場高騰等の理由で他の金属が添加される場合など、黄色みが多く残り、その製品が市場に供給され、消費者からクレームが殺到した。これに応えて、社団法人日本ジュエリー協会では、ホワイトゴールドの色相の範囲を定めた。内容は、色表示法のうち、Lab方式を採用し、ロジウムめっきの色相を基準値（0点）とし、⊿E14（デルタE14）までをホワイトゴールドの色相の範囲と定義している。現在は、この定義に沿って多くのメーカーが材料を用いている。K18のみの刻印でロジウムめっきがされている製品は、イエローゴールドなど他の色調の材料や、JJAのホワイトゴールドの色の範囲の定義からはずれている材料の可能性が高い。

## 歴史
当初、第一次世界大戦、ロシア革命により、プラチナの供給が大幅に減少した際に、その代替品としてパラジウム系ホワイトゴールドが開発された。日本国内では昭和50年代までは代替材としての認識であった。しかしその後、カラーゴールドが流行し、ニッケル系ホワイトゴールドも加わり、白色の金として認知されて、プラチナと共に白色系の貴金属として評価されてきた。現在、イエローゴールドよりもホワイトゴールドの方がシェアが高い。